# 政府發言人辦公室
政府發言人辦公室（葡文縮寫：GPV）， 是一個已撤銷的政府部門，在澳门特别行政区行政長官管轄及指導下運作。
隨着時任行政長官賀一誠發表2020年度施政報告提出政府行政改革，政府將推動政府發言人辦公室的職能併入至新聞局。2020年2月23日， 隨着政府發言人辦公室存續期屆滿，政府發言人辦公室職能併入至新聞局並撤銷。

## 職能
- 訂定政府的資訊策略，並統籌及協調其執行情況；
- 以統一、有效和綜合的方式確保政府的溝通；
- 針對政府的政策、措施和工作，促進政府與傳媒和市民之間的關係。

## 組織法例
- 第41/2010號行政長官批示（2010年2月22日《澳門特別行政區公報》）設立政府發言人辦公室。
- 第24/2012號行政長官批示（2012年2月27日《澳門特別行政區公報》）將政府發言人辦公室的存續期延長。
- 第9/2014號行政長官批示（2014年1月27日《澳門特別行政區公報》）將政府發言人辦公室的存續期延長。
- 第36/2016號行政長官批示（2016年2月22日《澳門特別行政區公報》）延長政府發言人辦公室的存續期。
- 第11/2018號行政長官批示（2018年1月22日《澳門特別行政區公報》）將政府發言人辦公室的存續期延長。

## 外部連結
- 政府發言人辦公室